# Barnardia numidica
Barnardia numidica är en sparrisväxtart som först beskrevs av Jean Louis Marie Poiret, och fick sitt nu gällande namn av Franz Speta. Barnardia numidica ingår i släktet Barnardia och familjen sparrisväxter. Inga underarter finns listade i Catalogue of Life.